# Dvorníky

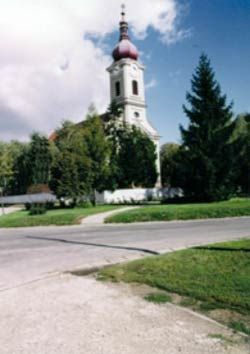
Dvorníky

Dvorníky (Hongaars: Szolgagyőr) is een Slowaakse gemeente in de regio Trnava, en maakt deel uit van het district Hlohovec.
Dvorníky telt 2.101 inwoners.